# Ладарево
Ла̀дарево е село в Югозападна България. То се намира в община Сандански, област Благоевград. До 1934 година името на селото е Горни Орман, но Ладарево е паралелно име на селото.

## География
Ладарево е малко китно селце, сгушено в южните поли на величествената Пирин планина. Разположено е точно по средата на линията, свързваща градовете Сандански и Мелник. Има много добър потенциал за селски туризъм. Свързано е с асфалтов път с магистрала Е79 – на 7 км от нея в района на село Ново Делчево. През селото минава малка рекичка, която се влива в река Струма. Интересни обекти в радиус 20 км са град Сандански, град Мелник, Роженския манастир, Рупите с къщата и черквата Св. Петка на Леля Ванга, село Марикостиново с неговите уникални минерални бани, град Петрич.
Южно от селото се намира черквата „Света Марина“, до която са гробищата на селото и на съседното село Ласкарево. На 17 юли - Маринден - селото има събор, дава се курбан по заръка на леля Ванга и се почита Света Марина.

## История
В „Етнография на вилаетите Адрианопол, Монастир и Салоника“, издадена в Константинопол в 1878 година и отразяваща статистиката на населението от 1873 година, Горне Ормане Ласкарево (Gorné Ormané Lidarévo) е посочено като село с 28 домакинства и 100 българи.
В 1891 година Георги Стрезов пише за селото:
| „ | Орман, на СЗ от Мелник 1 1/2 час път. Сградено в едно хълмисто място на присой. Разказват, че това място било някога непроходим лес; оттук си получило названието селото; и сега под селото се виждат остатъци от тази гора. Къщите са разпръснати на разстояние от 1/2 час и се разделят на няколко махали. Главните са Горни Орман или Ласкарево и Долни Орман или Ладарево. Местно едно предание разправя, че тия села и Склавие се заселили от трима братя: Ладар, Ласкар и Славко, от дето са получили и имената. Сеят сусам, памук, анасон и жита; занимават се и с лозарство. За двете махали има една църква „Св. Марина“; четат смесено; училище няма. В селото се виждат остатъци от две още църкви: „Св. Спас“ и „Св. Атанас“. В Ладарево 60 къщи, в Ласкарево 30, всичките български. | “ |

Към 1900 година според статистиката на Васил Кънчов („Македония. Етнография и статистика“) населението на селото е 360 души, всички българи-християни.

## Население

### Етнически състав
Преброяване на населението през 2011 г.
Численост и дял на етническите групи според преброяването на населението през 2011 г.:
|                     | Численост |
| Общо                | 32        |
| Българи             | 32        |
| Турци               | -         |
| Цигани              | -         |
| Други               | -         |
| Не се самоопределят | -         |
| Неотговорили        | -         |

## Личности
Родени в Ладарево
- Стоян Иванов Антонов, български военен деец, поручик, загинал през Втората световна война[7]
- Костадин Димитров Георгиев (18 септември 1920 – 31 януари 2013), о.з. полковник, началник отдел в МНО, командвал картечен взвод (с чин лейтенант) през Отечествената война 1944 – 1945 година.
- Георги Димитров Георгиев (15 март 1919 – 16 март 1984) о.з. полковник, началник отдел в МВР, награждаван с множество ордени и медали за заслуги към Родината и МВР.
- Георги Христов Шингаров (7 септември 1934) медик, виден български учен, професор, доктор на философските науки, член на Руската академия на медицинските науки.
- Димитър Георгиев (Хаджи)Милев (20.12.1895 – 24.10.1976) бивш кмет на селото, виден земеделец, най-големия пчелар в региона.

Свързани с Ладарево
- Михаил Йоанов (? – 1892), български възрожденски общественик